# The Atheism Tapes
 (mai 2012).
Si vous disposez d'ouvrages ou d'articles de référence ou si vous connaissez des sites web de qualité traitant du thème abordé ici, merci de compléter l'article en donnant les références utiles à sa vérifiabilité et en les liant à la section « Notes et références ».
The Atheism Tapes (Les Cassettes de l'Athéisme en français) est une série documentaire de la chaîne télévisée BBC présentée par Jonathan Miller (en).
Les vidéos qui servirent à créer les épisodes furent initialement tournées en 2003 pour une autre série documentaire plus générale, Atheism: A Rough History of Disbelief, mais s'avérèrent trop longues pour être utilisées en l'état. Au lieu de cela, la BBC donna son accord pour la création d'une série-documentaire plus courte, The Atheism Tapes, composée de 6 épisodes, chacun comportant un ensemble d'entretiens avec une personnalité.

## Les programmes
Chacun des six épisodes furent réalisés sous la forme d'interviews. Les synopsis ci-dessous sont les sommaires des réponses des personnalités interviewées, en réponse aux questions de Miller. 

### Colin McGinn
McGinn fait une étude approfondie de l'argument ontologique. De plus, il met en évidence une distinction importante entre athéisme (manque de croyance dans une divinité) et l'antithéisme (forte opposition au théisme). Il se définit lui-même comme, conjointement, un athée et un antidéiste. Finalement, il pose certaines hypothèses sur une société post-religieuse.

### Steven Weinberg
Il parle de l'efficacité du discours religieux, dans un cadre historique comme dans nos sociétés modernes. Il détaille aussi les raisons qui expliquent que les gens deviennent croyants, en y intégrant les différentes influences des arguments issus de la physique et de la biologie contre la religion. Miller met ceci en rapport avec le fait que la propension des biologistes à devenir non-croyants est supérieure à celle des physiciens, ce qui surprend Weinberg.
Weinberg continue l'interview en proposant de différencier les mauvaises actions faites au nom de la religion et les mauvaises actions faites par la religion et déclare que les deux types sont bien réels et dangereux. Il poursuit en comparant les croyances religieuses en Amérique et en Europe, puis en expliquant ce qu'il n'apprécie pas dans le "personnage" du Dieu monothéiste. Il termine en déclarant que la science est vraiment corrosive pour la croyance religieuse et qu'il considère que ceci est une bonne chose.

### Daniel Dennett
Le philosophe américain Dennett explique pourquoi il a intitulé l'un de ses livres Darwin's Dangerous Idea (L'Idée Dangereuse de Darwin en français), et pourquoi beaucoup de contemporains de Darwin en particulier, considéraient sa théorie de l'évolution comme dangereuse. Il continue sur le débat de la conscience (i.e., la conscience est-elle distincte du corps ?), parlant du rejet de l'existence de l'âme par Darwin et sur les origines possibles ainsi que les objectifs psychologiques de la croyance en une âme immatérielle.
Ensuite, il parle de son éducation chrétienne ainsi que de la manière dont il est devenu athée. Il poursuit son interview en se demandant pourquoi il est si dur de critiquer la croyance religieuse, et suggère que ceci est dû à l'influent statut des religions dans la question. Il termine en se demandant si nous pourrions vivre dans un monde post-religieux et émet de fortes réserves sur la position optimiste de son ami Dawkins à ce sujet : selon lui, Dawkins sous-estime la profondeur du désespoir qui s'emparerait d'une grande partie de la population et qui pourrait l'inciter à des conséquences regrettables.